# Genorio
Genorio je priimek v Sloveniji, ki ga je po podatkih Statističnega urada Republike Slovenije na dan 1. januarja 2010 uporabljalo 21 oseb in je med vsemi priimki po pogostosti uporabe uvrščen na 12.674. mesto.

## Znani nosilci priimka
- Rado Genorio (*1954), geograf in politik